# Gianni Di Venanzo
Gianni Di Venanzo (Teramo, 18 dicembre 1920 – Roma, 3 febbraio 1966) è stato un direttore della fotografia italiano.

## Biografia
Nato come Feliciano, poi conosciuto come Gianni, si diploma nel 1940 al Centro sperimentale di cinematografia, per diventare presto uno dei più importanti direttori della fotografia. Attivo nel periodo d'oro del cinema italiano dal 1943 al 1966, ha collaborato con grandi cineasti come Federico Fellini, Michelangelo Antonioni, Mario Monicelli, Francesco Rosi, Alberto Lattuada, e molti altri. Muore a Roma a 45 anni di epatite virale.

## Filmografia
- Giorni di gloria, regia di Luchino Visconti, Giuseppe De Santis e Marcello Pagliero (1945)
- Cantoria d'angeli, regia di Dezső Ákos Hamza - Cortometraggio (1949)
- La primavera del Papa, regia di Dezső Ákos Hamza - Cortometraggio (1949)
- Ponti e porte di Roma, regia di Dezső Ákos Hamza - Cortometraggio (1949)
- Achtung! Banditi!, regia di Carlo Lizzani (1951)
- Il capitano di Venezia, regia di Gianni Puccini (1951)
- Terra straniera, regia di Sergio Corbucci (1952)
- L'ora della verità (La minute de vérité), regia di Jean Delannoy (1952)
- Ai margini della metropoli, regia di Carlo Lizzani (1953)
- L'amore in città, regia di Federico Fellini e Michelangelo Antonioni (1953)
- Cronache di poveri amanti, regia di Carlo Lizzani (1954)
- Donne e soldati, regia di Luigi Malerba e Antonio Marchi (1954)
- Le amiche, regia di Michelangelo Antonioni (1955)
- Gli sbandati, regia di Citto Maselli (1955)
- Lo scapolo, regia di Antonio Pietrangeli (1955)
- Le ragazze di San Frediano, regia di Valerio Zurlini (1955)
- Quando tramonta il sole, regia di Guido Brignone (1956)
- Kean - Genio e sregolatezza, regia di Vittorio Gassman (1956)
- Difendo il mio amore, regia di Giulio Macchi (1956)
- Suor Letizia - Il più grande amore, regia di Mario Camerini (1956)
- Il grido, regia di Michelangelo Antonioni (1957)
- La sfida, regia di Francesco Rosi (1958)
- I soliti ignoti, regia di Mario Monicelli (1958)
- La legge è legge, regia di Christian-Jaque (1958)
- Il nemico di mia moglie, regia di Gianni Puccini (1959)
- Un ettaro di cielo, regia di Aglauco Casadio (1959)
- La prima notte, regia di Alberto Cavalcanti (1959)
- Nel blu dipinto di blu, regia di Piero Tellini (1959)
- Vento del Sud, regia di Enzo Provenzale (1959)
- I magliari, regia di Francesco Rosi (1959)
- I delfini, regia di Citto Maselli (1960)
- Urlatori alla sbarra, regia di Lucio Fulci (1960)
- Un mandarino per Teo, regia di Mario Mattoli (1960)
- La notte, regia di Michelangelo Antonioni (1961)
- Crimen, regia di Mario Camerini (1961)
- Il carabiniere a cavallo, regia di Carlo Lizzani (1961)
- L'eclisse, regia di Michelangelo Antonioni (1962)
- Eva, regia di Joseph Losey (1962)
- Salvatore Giuliano, regia di Francesco Rosi (1962)
- Le mani sulla città, regia di Francesco Rosi (1963)
- La ragazza di Bube, regia di Luigi Comencini (1963)
- 8½, regia di Federico Fellini (1963)
- I basilischi, regia di Lina Wertmüller (1963)
- Gli indifferenti, regia di Citto Maselli (1964)
- Gente moderna, episodio di Alta infedeltà, regia di Mario Monicelli (1964)
- La donna è una cosa meravigliosa, regia di Mauro Bolognini (1964)
- Il momento della verità, regia di Francesco Rosi (1965)
- La decima vittima, regia di Elio Petri (1965)
- Il morbidone, regia di Massimo Franciosa (1965)
- La moglie bionda, episodio di Oggi, domani, dopodomani, regia di Luciano Salce (1965)
- Giulietta degli spiriti, regia di Federico Fellini (1965)
- Masquerade (The Honey Pot), regia di Joseph L. Mankiewicz (1967) - Postumo

## Premio internazionale "Gianni Di Venanzo"
È un premio internazionale dedicato ai direttori della fotografia cinematografica istituito a Teramo dall'Associazione Teramo Nostra. La 1ª edizione risale al 1996.
Durante la prima edizione è stato proiettato il Documentario: "Gianni Di Venanzo, un grande autore della fotografia" (40" min.) diretto da Alan Bacchelli e commissionato dalla Associazione "Teramo Nostra"
con interviste ai più importanti attori, registi e colleghi direttori della fotografia che hanno lavorato con Gianni Di Venanzo o che sono stati influenzati dal suo lavoro e dalla sua persona (Claudia Cardinale, Monica Vitti, Vittorio Storaro, Dante Spinotti, Lina Wertmüller, Francesco Rosi)

## Riconoscimenti
Ha ricevuto cinque Nastri d'argento per:
- Il grido (1958)
- I magliari (1960)
- Salvatore Giuliano (1963)
- 8½ (1964)
- alla memoria, per Giulietta degli spiriti (1966).